# Asazuke
Asazuke (浅漬け) er en japansk måde at konservere mad i saltlage. Nu om stunder dækker det for det meste over syltning hhv. tilberedelse af rå grøntsager (kinaradiser, radiser, kinakål og agurker) i en krydret saltlage. Mad fra asazuke-køkkenet er rigt på mineraler, vitaminer og calcium. Den relativt hurtige og enkle måde at tilberede asazuke på gør, at det også er populært i japanske husholdninger. Asazuke minder på den måde meget om marinering i det franske køkken. 
Den ældste dokumentation for asazuke-konservering af grøntsager daterer sig til det 7. århundrede.